# دماسنج بلور مایع
دماسنج کریستال مایع (بلور مایع) ، نوار دما یا دماسنج نواری پلاستیکی نوعی دماسنج هستند که برای مصارف خانگی و پزشکی ساخته شده‌اند. این دماسنج‌ها حاوی کریستال‌های مایع حساس به حرارت (نوعی از مواد ترموکرومیک) در یک نوار پلاستیکی است که برای مشخص کردن دماهای مختلف تغییر رنگ می‌دهند.  برای مثال اگر دماسنج مشکی باشد و روی پیشانی کسی گذاشته شود بسته به دمای پیشانی فرد تغییر رنگ می‌دهد (به دلیل جریان یافتن حرارت بین پیشانی شخص و دماسنج). این دماسنج‌ها می‌توانند در اثر جریان یافتن گرما با هم‌رفت یا تابش نیز دچار تغییر دما و در نتیجه تغییر رنگ بشوند.
تصویری از یک دماسنج بلور مایع را در زیر می‌بینید:

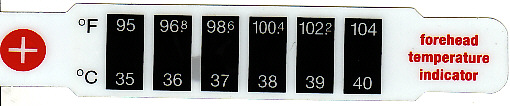
Liquid Crystal Forehead Thermometer

بلورهای مایع دارای خواص مکانیکی یک مایع هستند، اما خواص نوری یک تک‌بلور (تک‌کریستال) را دارند. تغییرات دما می‌تواند رنگ کریستال مایع را تغییر دهد، و در نتیجه آن‌ها را برای اندازه‌گیری دما مفید می‌کند. دقت اندازه‌گیری حسگرهای کریستال مایع به اندازه ۰٫۱ تغییر درجه سلسیوس (۰٫۲ تغییر درجه فارنهایت) است.
بلورهای مایع دو وضعیت مختلف دارند:
1. وضعیت «نماتیک داغ» شبیه‌ترین حالت به حالت مایع است که در آن مولکول‌ها آزادانه حرکت می‌کنند و فقط تا حدی مرتب شده‌اند.
2. وضعیت «اسمِکتیک سرد» شبیه‌ترین حالت به حالت جامد است که در آن مولکول‌ها با جهت‌گیری خاص، مرتب می‌شوند.

در کاربردهای پزشکی، دماسنج‌های کریستال مایع برای خواندن دمای بدن با قرار دادن آن‌ها بر روی پیشانی استفاده می‌شوند. این دماسنج‌ها از دماسنج‌های جیوه‌ای ایمن‌تر هستند، زیرا امکان شکستن بدنه شیشه‌ای وجود ندارد. بنابراین در برخی از بیماران (از جمله نوزادان) مفیدتر از دماسنج طبی جیوه‌ای هستند، اما همیشه نتیجه دقیقی ارائه نمی‌دهند (به جز دماسنج کریستال مایع آنالیزی که دمای دقیق را بین ۳۵٫۵ و ۴۰٫۵ درجه سلسیوس (۹۶–۱۰۵ درجه فارنهایت) نشان می‌دهد).
دماسنج‌های کریستال مایع معمولاً در آکواریوم‌های خانگی استفاده می‌شوند.
دماسنج کریستال مایع به عنوان یکی از کاربردهای مواد ترموکرومیک، توسط رابرت پارکر در کالیفرنیا اختراع و در دهه 1970 ثبت اختراع شد. 